# Maliszewo-Perkusy
Maliszewo-Perkusy – wieś w Polsce, położona w województwie podlaskim, w powiecie białostockim, w gminie Zawady.
W jej pobliżu znajdują się ruiny ciężkiego schronu bojowego z odcinka wiźnieńskiego. Był wykorzystany w walkach w dniach 8–10 września 1939 roku.
Wierni kościoła rzymskokatolickiego należą do parafii św. Antoniego Padewskiego w Nowych Chlebiotkach.

## Historia
Wieś szlachecka położona była w drugiej połowie XVI wieku w powiecie zambrowskim ziemi łomżyńskiej. W latach 1921–1939 wieś leżała w województwie białostockim, w powiecie łomżyńskim, w gminie Chlebiotki.
Według Powszechnego Spisu Ludności z 1921 roku wieś zamieszkiwało 217 osób w 43 budynkach mieszkalnych. Miejscowość należała do parafii rzymskokatolickiej w Chlebiotkach Nowych. Podlegała pod Sąd Grodzki i Okręgowy w Łomży; właściwy urząd pocztowy mieścił się w m. Zawady.
W wyniku napaści ZSRR na Polskę we wrześniu 1939 miejscowość znalazła się pod okupacją sowiecką. Od czerwca 1941 roku pod okupacją niemiecką. Od 22 lipca 1941 r.  do wyzwolenia włączona w skład okręgu białostockiego III Rzeszy.
W latach 1975–1998 miejscowość administracyjnie należała do województwa łomżyńskiego.